# Деревні рослини
Деревні рослини, дерев'янисті рослини — багаторічні вічнозелені і листопадні рослини, стовбур і гілки яких утворюють деревину. Є головним елементом лісу, формують його ландшафт, і є основними утворювачами лісового біогеоценозу. Розділ ботаніки, що вивчає деревні рослини, називається дендрологія.

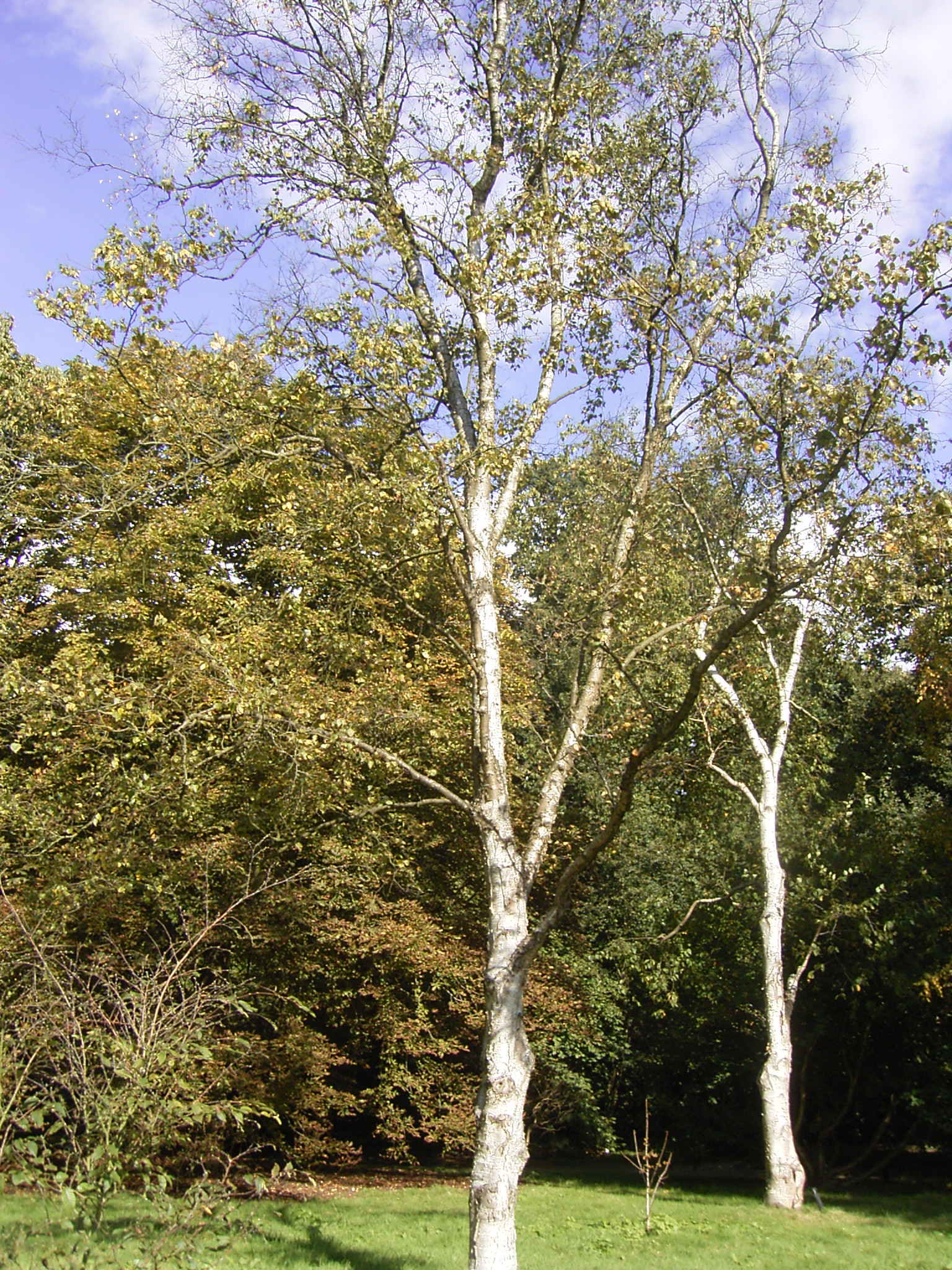
Береза плосколистна (Betula platyphylla)

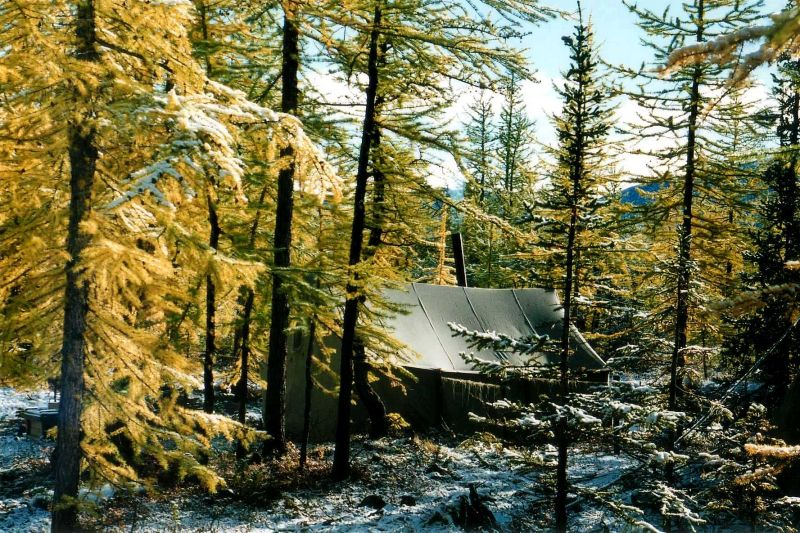

Згідно класифікації данського ботаніка Крістена Раункера деревні рослини мають багаторічні надземні пагони з бруньками відновлення, що розташовуються високо у кроні. У своїй класифікації Раункер відносить їх до групи фанерофітів.
У класифікації І. Г. Серебрякова поділяються на три типи: дерева, чагарники та чагарнички.
Для голонасінних і дводольних деревних рослин характерно потужне вторинне потовщення і розвиток перидерми.
Деревні рослини, залежно від умов зовнішнього середовища, набувають різноманітні життєві форми: дерева, чагарники, ліани, стелю́хи (наприклад, кедровий стелю́х).
На відміну від трав'янистих рослин, у деревних надземні вегетативні органи в несприятливих умовах не відмирають повністю, а при настанні сприятливого періоду відновлюють свій ріст з утворенням нових листків, квіток і плодів. Завдяки цьому такі рослини здатні розростатися, утворюючи великі стовбури і потужні гілки, можуть рости багато років і досягати величезних розмірів.
У товщі деревини деревних рослин формується періодична шарувата структура річних кілець. Деревні рослини здебільшого представлені насіннєвими рослинами, але також і серед папоротей зустрічаються деревоподібні.
У лісових насадженнях, у тому числі штучних, зазвичай виділяють деревні рослини головної породи (великі дерева), супутньої породи та чагарники.
| |  |  |  |  |
| Різні форми деревних рослин. Зліва направо: гінкго, ялина, тополя (дерева), актинідія (ліана), кедровий стланик (чагарник). |  |  |  |  |

## Значення
Деревні рослини складають основу вертикальної структури природних лісових фітоценозів, формуючи верхні їх яруси. Перший ярус у лісі, як правило, займають високі дерева, другий (підлісок) — невисокі дерева і чагарники, третій і четвертий — трав'янисті рослини і мохи.
Антропогенна деградація лісових фітоценозів починається саме з порушення деревного ярусу (І-ІІ стадії дигресії).
Деревні рослини мають велике значення для лісового господарства, оскільки окремі з них є важливими лісотвірними видами. Насадження деревних рослин займають у багатьох країнах значні площі і є їх національним багатством. У природних умовах усіх кліматичних поясів світу та гірських масивів вони самі відновлюються без участі людини. Проте в багатьох країнах їх штучне лісовідновлення є досить актуальне.
Практичне значення сучасних деревних рослин надзвичайно велике. Вони продукують високоякісну деревину, що має різноманітне застосування. Пиломатеріали, до яких ставлять високі вимоги, мають важливе значення в господарстві України та інших країн світу. Пиломатеріали використовують для виготовлення меблів, деревно-волокнистих і деревно-стружкових плит, тари, предметів побутового, культурного та господарського призначення, а також у житловому будівництві, на транспорті та у зв'язку. Значну кількість деревини використовують у целюлозно-паперовому виробництві. У хімічній промисловості з деревини добувають камфору, скипидар, ацетон, оцтову кислоту, дубильні речовини, метиловий і етиловий спирти та інше. Багато видів деревних рослин є особливо цінними в садово-парковому будівництві, ландшафтній архітектурі, озелененні міст.